# Rapport Belmont
Le rapport Belmont (en anglais Belmont Report) est un rapport publié en 1979 par le Département de la Santé, de l'éducation et des services sociaux des États-Unis (United States Department of Health, Education, and Welfare, ou HEW, devenu depuis l'United States Department of Health and Human Services). Ce rapport, écrit par Dan Harms et intitulé Ethical Principles and Guidelines for the Protection of Human Subjects of Research (« Principes éthiques et lignes de conduite pour la protection des sujets humains de la recherche »), est un important document de l'histoire de la bioéthique.
Publié le 18 avril 1979, il tire son nom du centre de conférences Belmont, où il a été élaboré. Ce centre de conférences, qui a fait autrefois partie du Smithsonian Institution, se trouve à Elkridge, dans le Maryland, à 16 kilomètres au sud de Baltimore, et est maintenant géré par le Howard Community College.

## Historique
Poussé en partie par les problèmes soulevés par l'étude de Tuskegee sur la syphilis (1932–1972), et en se fondant sur la National Commission for the Protection of Human Subjects of Biomedical and Behavioral Research (1974–1978), le HEW (Department of Health, Education and Welfare) énonce des règles en matière de protection des participants humains et proposent des lignes directrices pour contribuer à résoudre les principes éthiques qui surviennent en recherche avec des sujets humains (Code of Federal Regulations, volume 45 et - en partie - volume 46) à la fin des années 1970 et au début des années 1980. En 1979 est publié le rapport de la Commission, Ethical Principles and Guidelines for the Protection of Human Subjects of Research, qui reçoit le nom de « Rapport Belmont », d'après le nom du Belmont Conference Center, où se tenait la Commission lorsqu'elle a commencé la rédaction du rapport. 

## Résumé
Le Rapport Belmont établit les principes éthiques pour quiconque fait de la recherche impliquant des participants humains : soit le respect des personnes, la préoccupation pour le bien-être et la justice. Il précise également les domaines d’application de ces principes :  le consentement libre et éclairé et l’absence de duperie de la part des chercheurs expliquant le protocole de la recherche, l’évaluation des risques et des avantages pour les participants, ainsi que le principe de justice, grâce à la sélection équitable des participants. Ces principes sont à la base de l’évaluation éthique de la recherche que pratiquent les comités d’éthique (CÉR) actuels. Plutôt que d’énoncer des recommandations, le document sera adopté dans son entièreté par la Commission. 

## Importance de ce rapport
Il va y avoir un développement de l'Ethique de la recherche biomédicale faisant suite notamment au procès des médecins jugés pour des actes de tortures ou de maltraitance. En effet dans le rapport Belmont de 1979, il est indiqué que les médecins ont délibérément fait propager la syphilis chez les noirs américain alors qu'un remède existait.
Il va en découler une nécessité d'introduire de nouvelle considérations éthiques dans la recherche médicale.